# جامع العوينة (اللاذقية)
جامع العوينة بناه والي طرابلس الشام سليمان باشا العظم 1139 هـ / 1727 م. وفي عصر يُعرف بعصر الزنبق أو الخزامى (لاله دورى)، وهو عصر السلطان العثماني أحمد الثالث والذي شهد نهضة ثقافية وعمرانية في مختلف أرجاء السلطنة العثمانية.
يقع في محلة العوينة والتي أخذت اسمها من غزارة المياه المتدفقة من أرضها وكثرة عيون الماء الجارية فيها. ويدل على ذلك أيضاً اسم الحي في العهد العثماني (حير صولاق) أي بساتين تجمع المياه أو أودية المياه أو عتبات المياه.

## أبرز مفردات البناء الأثرية
طراز بناء الجامع عثماني وهو يشبه تماماً جامع الوالدة في مدينة استانبول.
حرم للصلاة مربّع الشكل، أقواس حجرية ترتكز على أعمدة بازلتية و تعلوها زخارف حجرية وترتكز أمام باب حرم الصلاة ، زخرفة زهرة الزنبق على ميازيب لتصريف مياه الأمطار، مقرنصة حجرية زخرفية تعلو السقف أمام باب حرم الصلاة، نجمة سداسية تزين واجهة الجامع الجنوبية، قبة مركزية تستند على الجدران وأعلاها قوارير فخارية لتخفيف الوزن، قبة بيضاء صغيرة على سطح الجامع كانت تستخدم لتبليغ الناس يوم الجمعة ولقراءة القرآن الكريم.
وقد بني باب الجامع الشرقي بانحراف عن حائط المسجد بحيث تستتر المصطبة الشمالية بظل المصطبة الجنوبية عند انتصاف النهار تماماً فيشكل مزولة تحدد وقت الظهر من كل يوم (كالباب الشرقي والباب الغربي للجامع الجديد)، اختفت هذه الظاهرة ولم تعد مشاهدة اليوم بسبب وجود الأسقف القرميدية والتي تغطي واجهة الجامع الشرقية، إضافةً إلى إكساء تلك الواجهة بالرخام مما شوه المظهر الخارجي للجامع الأثري القديم من الخارج.

## أشهر خطباء الجامع
من أشهر من أمَّ و خطب و درس في هذا الجامع:
- الشيخ عبد الحميد ابن الشيخ مصطفى الأديب المحمودي (ت 1314 هـ/ 1896 م).
- الشيخ محمد وجيه ابن الشيخ عبد الحميد المحمودي (ت 1376 هـ/ 1957 م).
- الشيخ عبد الكريم ابن الشيخ محمد وجيه المحمودي (ت 1429 هـ/ 2008 م).

و كان الأخير يعتلي منبر الخطابة الخشبي يوم الجمعة، وقد أزيل أيضاً في الترميم الأخير للجامع، وبيده السيف، وهو تقليد متبع عند غالبية خطباء بلاد الشام لم نعد نشاهده اليوم أيضاً.